# داني ستيفنس
داني ستيفنس (بالإنجليزية: Dani Stevens) هي رامية قرص أسترالية ولدت في يوم 26 مايو 1988 في مدينة سيدني في أستراليا، أبرز إنجازاتها كان فوزها بالميدالية الذهبية في بطولة العالم لألعاب القوى 2009 في برلين وفازت بالميدالية الفضية في بطولة العالم لألعاب القوى 2017 في لندن، أفضل رقم سجلته هو 69.64 متر وألذي سجلته في لندن في سنة 2017 وهو أفضل رقم أسترالي وأوقيانوسي. ستيفنز هي واحدة من 9 رياضيين فازوا بميداليات بطولة العالم للشباب والبالغين. وقد سبق لها أيضاً احتراف كرة السلة مع شقيقتها جيمي ولعبت مع فريق نادي واراث في الدوري الأسترالي لكرة السلة للنساء.

## روابط خارجية
- داني ستيفنس على موقع الاتحاد الدولي لألعاب القوى (الإنجليزية)
- داني ستيفنس على موقع النتائج التاريخية لألعاب القوى الأسترالية (الإنجليزية)
- داني ستيفنس على موقع الدوري الماسي (الإنجليزية)
- داني ستيفنس على موقع اللجنة الأولمبية الدولية (الإنجليزية)
- داني ستيفنس على موقع أوليمبيديا (الإنجليزية)
- داني ستيفنس على موقع اللجنة الأولمبية الأسترالية (الإنجليزية)
- داني ستيفنس على موقع اتحاد ألعاب الكومنولث (مؤرشف) (الإنجليزية)
- داني ستيفنس على موقع اتحاد ألعاب الكومنولث (مؤرشف) (الإنجليزية)